# Palmyre Buyst
Pour les articles homonymes, voir Buyst.
Palmyre Maria Ludovica Buyst, née le 22 novembre 1875 à Ledeberg (Belgique), morte le 4 août 1957 à Bouillon (Belgique), était une pianiste, professeure de musique et compositrice belge.

## Vie professionnelle
Palmyre Buyst étudie au Conservatoire royal de Gand avec Adolphe Samuel pour la fugue, Max Heynderickx pour le piano et Gustave Beyer pour la musique de chambre. En outre, elle étudie le piano avec Arthur De Greef. Elle est professeure assistante au Conservatoire Royal de Gand et professeure de piano pour les jeunes filles,. Sa fille Jane Vignery est également compositrice.
En 1897 et 1902, elle participe à une série de concerts de musique de chambre à Bruxelles avec le violoniste Nicolas Laoureux,.
Elle est une compositrice active, écrivant pour le piano, l'orgue, la musique de chambre, la voix et l'orchestre.

## Œuvres
En 1996, les archives personnelles de Palmyre Buyst, composées de manuscrits, de publications et d'autres documents, ont été données à la Muziekbibliotheek de Gand. Parmi ses compositions figurent :
- Mélodie pour voix et piano (1892)
- Nocture pour piano (1894)
- Fugue pour quatuor à cordes (1898)
- Andante pour orchestre symphonique (1898)
- Andromède, cantate (1898)
- Allegro symphonique (1899)
- Ave Maria pour soprano, chœur et orchestre (1900)
- Sonate pour violon et piano (1910)